# Хайфа (затока)

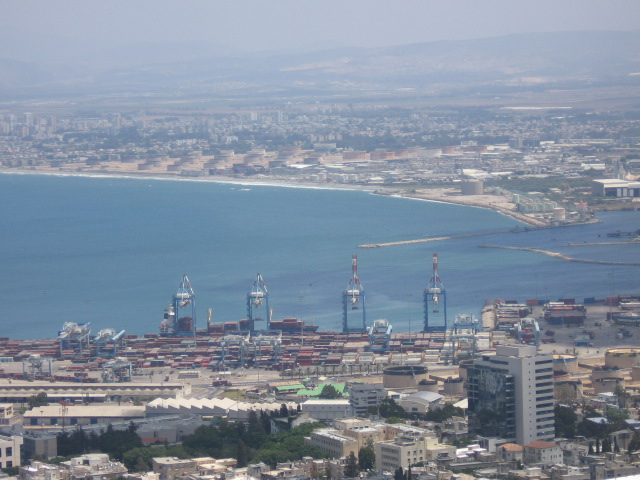
Бухта Хайфа

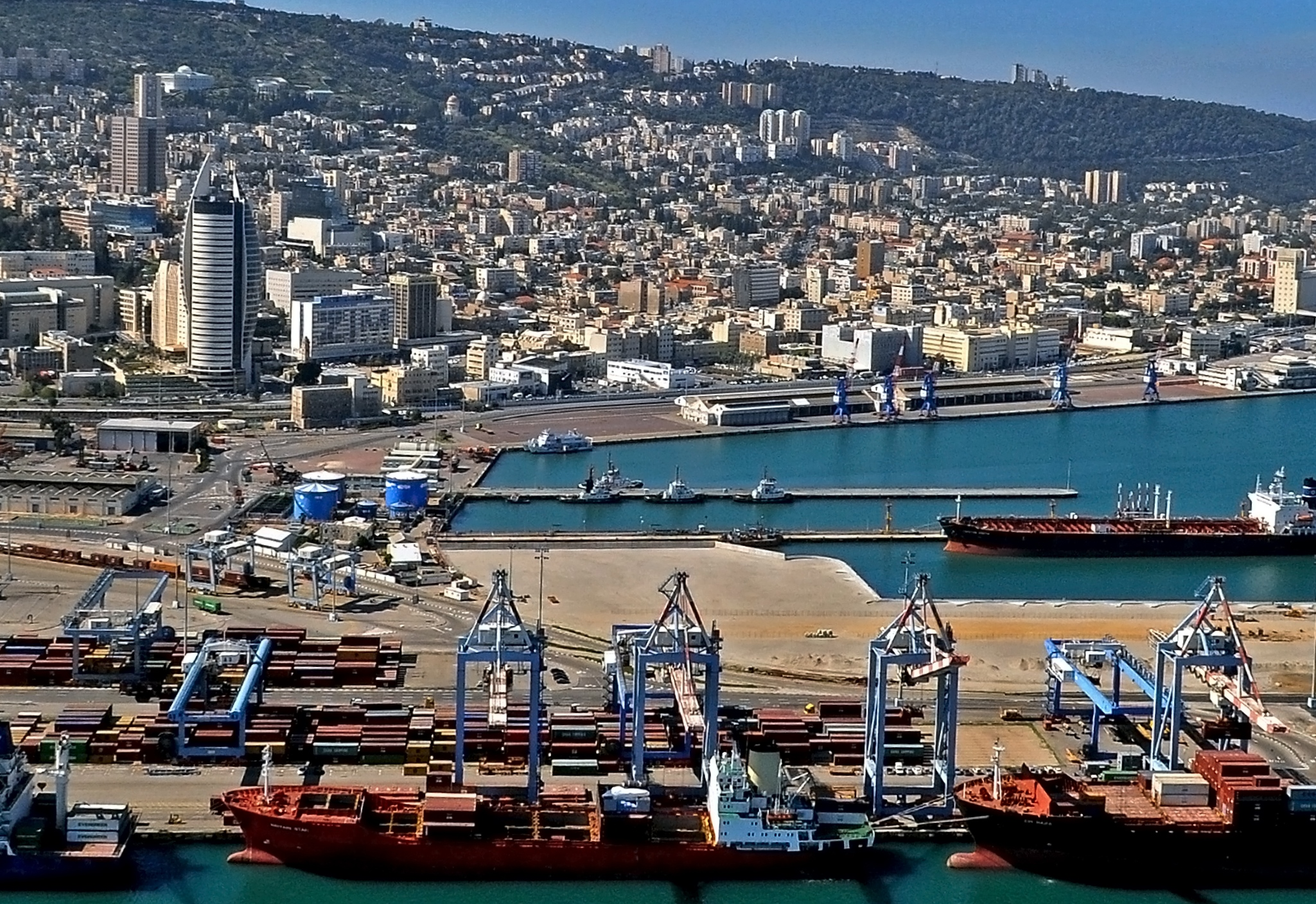
Порт Хайфи (2009 рік)

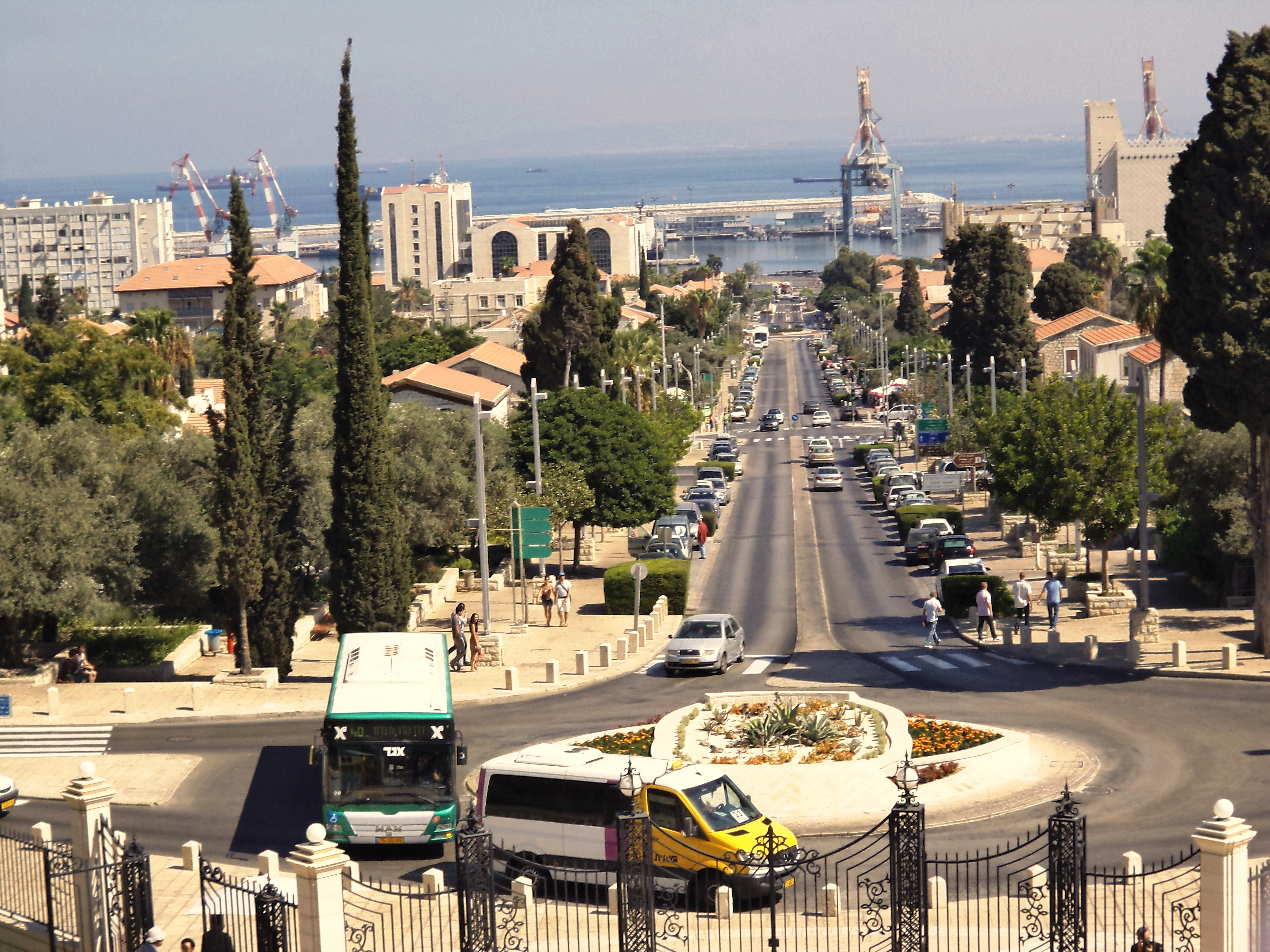
Хайфа. Повсякденне життя міста.

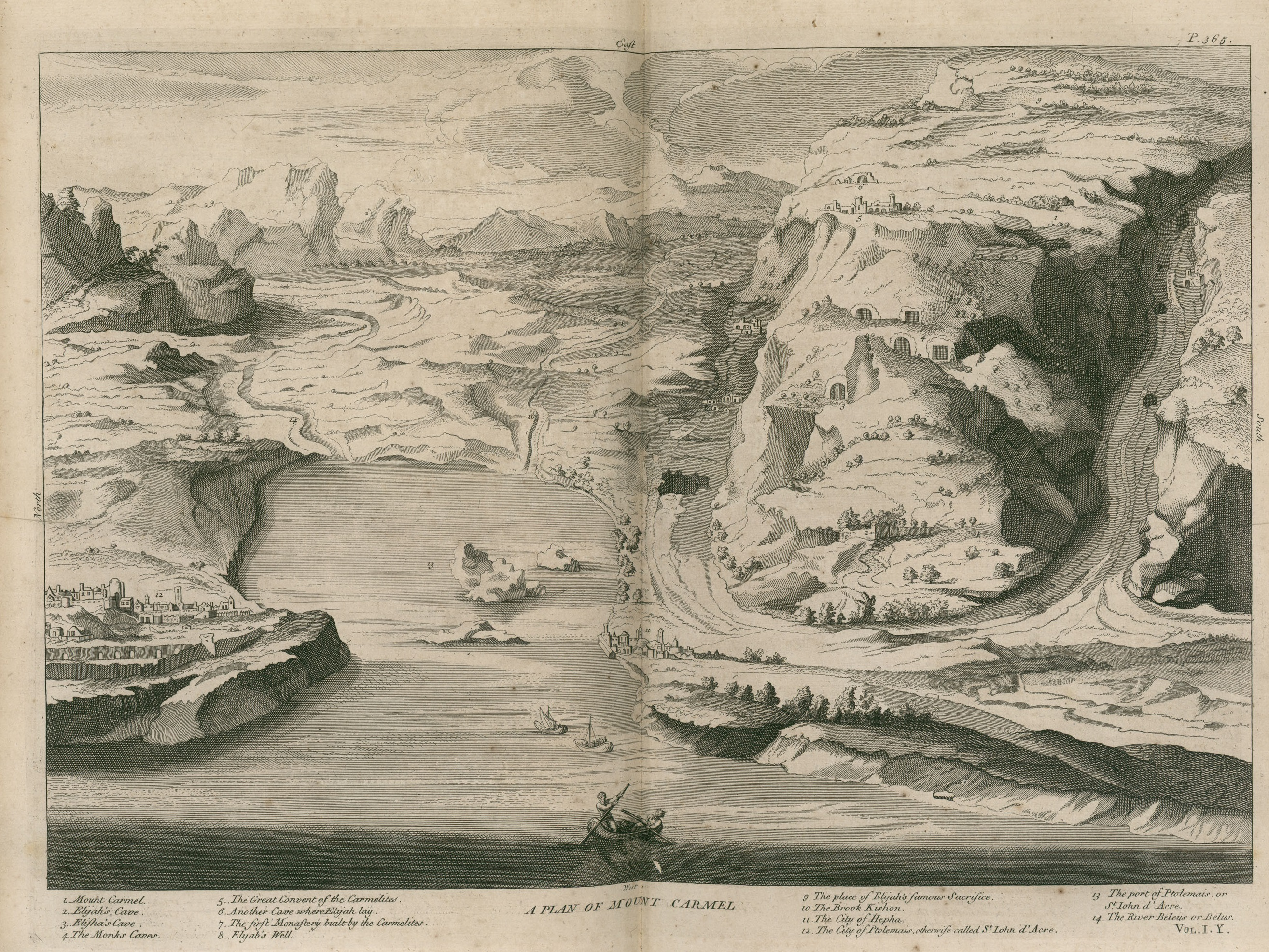
Затока Акко і гора Кармель, змальовані Августіном Келметом наприкінці XVII століття

Хайфська бухта або бухта Акко (івр. מפרץ חיפה, Mifratz Haifa) — невелика затока на Середземноморському узбережжі північного Ізраїлю. У затоку впадає річка Кішон, а на її південному та північному берегах розташовані міста Хайфа і Акко відповідно, тоді як центральна частина оточена пісковими дюнами, на яких розташована агломерація Крайот. На південь під затоки розташована гора Кармель, а на північ — гори Західної Галілеї.
Затока Хайфа є єдиною природною затокою на узбережжі Ізраїлю, хотя штучні гавані були створені в портах Ашдода та Ейлата.
Історично затока носила назву порту Птолемаїди. З приходом хрестоносців і розбудовою Аккри (зараз Акко) стала називатися портом Сент-Жан де'Акр. У 20 столітті, з поступовим переходом до використання зручнішої гавані містечка Хефи (зараз Хайфа) та розростанням останнього до головного порту Ізраїлю, назва трансформується у «затоку Хайфа».
Навколо затоки розташована одна з головних промислових зон країни, тут розташовано багато нафтопереробних та хімічних заводів. Хоча і важливі для економіки, ці підприємства помітно забруднюють повітря району та води річки Кішон. Розташовані на березі затоки 76-метрові вежі компанії Bazan часто зображуються як один із символів міста Хайфа.